# Campeonato Uruguayo de Segunda División 2005
El Campeonato Uruguayo de Segunda División 2005 fue el torneo de segunda categoría, correspondiente a esa temporada del fútbol uruguayo.
El campeón del Torneo Apertura fue Bella Vista y del Torneo Clausura fue Central Español. La Tabla Anual la ganó Bella Vista, quien logró sumar 65 puntos.

## Sistema de disputa
El sistema de disputa, se dividió en dos etapas: Torneo Apertura y Torneo Clausura, otorgando dos ascensos a los mejores de la temporada.

### Torneo Apertura
El Torneo Apertura llevó el nombre de Daniel Marsicano.
| Puesto | Equipo               | Pts. | PJ | PG | PE | PP | GF | GC | Dif. |
| ------ | -------------------- | ---- | -- | -- | -- | -- | -- | -- | ---- |
| 1°     | Bella Vista (C)      | 34   | 14 | 11 | 1  | 2  | 35 | 13 | +22  |
| 2°     | Central Español      | 31   | 14 | 9  | 4  | 1  | 35 | 12 | +23  |
| 3°     | Juventud             | 24   | 14 | 7  | 3  | 4  | 12 | 7  | +5   |
| 4°     | Sud América          | 22   | 14 | 5  | 7  | 2  | 14 | 10 | +4   |
| 5°     | Atenas               | 21   | 14 | 6  | 3  | 5  | 22 | 17 | +5   |
| 6°     | Cerro Largo          | 18   | 14 | 4  | 6  | 4  | 21 | 20 | +1   |
| 7°     | Basáñez              | 18   | 14 | 5  | 3  | 6  | 14 | 13 | +1   |
| 8°     | La Luz Tacurú        | 18   | 14 | 5  | 3  | 6  | 11 | 15 | -4   |
| 9°     | Paysandú Bella Vista | 18   | 14 | 5  | 3  | 6  | 13 | 23 | -8   |
| 10°    | Progreso             | 17   | 14 | 2  | 2  | 6  | 8  | 21 | -26  |
| 11°    | Deportivo Maldonado  | 17   | 14 | 4  | 5  | 5  | 14 | 20 | -6   |
| 12°    | Uruguay Montevideo   | 15   | 14 | 4  | 3  | 7  | 21 | 26 | -5   |
| 13°    | Racing               | 12   | 14 | 3  | 3  | 8  | 13 | 19 | -6   |
| 14°    | El Tanque Sisley     | 10   | 14 | 1  | 7  | 6  | 9  | 20 | -11  |
| 15°    | Salto                | 10   | 14 | 2  | 4  | 8  | 8  | 22 | -14  |

|  | Campeón del Torneo Apertura. |

### Torneo Clausura
| Puesto | Equipo                | Pts.                 | PJ                   | PG                   | PE                   | PP                   | GF                   | GC                   | Dif.                 |
| ------ | --------------------- | -------------------- | -------------------- | -------------------- | -------------------- | -------------------- | -------------------- | -------------------- | -------------------- |
| 1°     | Central Español (C)   | 33                   | 13                   | 10                   | 3                    | 0                    | 27                   | 9                    | +18                  |
| 2°     | Bella Vista           | 31                   | 13                   | 10                   | 1                    | 2                    | 31                   | 5                    | +26                  |
| 3°     | Atenas                | 28                   | 13                   | 9                    | 1                    | 3                    | 23                   | 11                   | +12                  |
| 4°     | Basáñez               | 22                   | 13                   | 6                    | 4                    | 3                    | 11                   | 6                    | +5                   |
| 5°     | Racing                | 22                   | 13                   | 7                    | 1                    | 5                    | 16                   | 20                   | -4                   |
| 6°     | Juventud              | 20                   | 13                   | 5                    | 5                    | 3                    | 13                   | 10                   | +3                   |
| 7°     | Sud América           | 17                   | 13                   | 4                    | 5                    | 4                    | 12                   | 9                    | +3                   |
| 8°     | Uruguay Montevideo    | 16                   | 13                   | 4                    | 4                    | 5                    | 14                   | 16                   | -2                   |
| 9°     | Cerro Largo           | 16                   | 13                   | 4                    | 4                    | 5                    | 13                   | 20                   | -7                   |
| 10°    | Paysandú Bella Vista  | 13                   | 13                   | 4                    | 1                    | 8                    | 14                   | 21                   | -7                   |
| 11°    | Progreso              | 12                   | 13                   | 3                    | 3                    | 7                    | 8                    | 13                   | -5                   |
| 12°    | La Luz Tacurú         | 12                   | 13                   | 3                    | 3                    | 7                    | 17                   | 24                   | -7                   |
| 13°    | Deportivo Maldonado * | 6                    | 12                   | 1                    | 3                    | 8                    | 7                    | 18                   | -11                  |
| 14°    | Salto *               | 3                    | 12                   | 1                    | 0                    | 11                   | 3                    | 27                   | -24                  |
| 15°    | El Tanque Sisley      | Excluido del torneo. | Excluido del torneo. | Excluido del torneo. | Excluido del torneo. | Excluido del torneo. | Excluido del torneo. | Excluido del torneo. | Excluido del torneo. |

- Nota: (*) El partido entre Deportivo Maldonado y Salto para el 29 de octubre fue anulado.
- El Tanque Sisley fue excluido del torneo por impago de deudas.

|  | Campeón del Torneo Clausura. |

### Tabla Anual
| Puesto | Equipo               | Pts. | PJ | PG | PE | PP | GF | GC | Dif. |
| ------ | -------------------- | ---- | -- | -- | -- | -- | -- | -- | ---- |
| 1°     | Bella Vista (C, A)   | 65   | 27 | 21 | 2  | 4  | 66 | 18 | +48  |
| 2°     | Central Español (A)  | 64   | 27 | 19 | 7  | 1  | 59 | 21 | +38  |
| 3°     | Atenas               | 49   | 27 | 15 | 4  | 8  | 45 | 28 | +17  |
| 4°     | Juventud             | 44   | 27 | 12 | 8  | 7  | 25 | 17 | +8   |
| 5°     | Basáñez              | 40   | 27 | 11 | 7  | 9  | 25 | 19 | +6   |
| 6°     | Sud América          | 39   | 27 | 9  | 12 | 6  | 26 | 19 | +7   |
| 7°     | Cerro Largo          | 34   | 27 | 8  | 10 | 9  | 34 | 40 | -6   |
| 8°     | Racing               | 34   | 27 | 10 | 4  | 13 | 29 | 39 | -10  |
| 9°     | Uruguay Montevideo   | 31   | 27 | 8  | 7  | 12 | 35 | 42 | -7   |
| 10°    | Paysandú Bella Vista | 31   | 27 | 9  | 4  | 14 | 27 | 44 | -17  |
| 11°    | La Luz Tacurú        | 30   | 27 | 8  | 6  | 13 | 28 | 39 | -11  |
| 12°    | Progreso             | 29   | 27 | 7  | 8  | 12 | 25 | 31 | -7   |
| 13°    | Deportivo Maldonado  | 23   | 26 | 5  | 8  | 13 | 21 | 38 | -17  |
| 14°    | Salto                | 13   | 26 | 3  | 4  | 19 | 11 | 49 | -38  |
| 15°    | El Tanque Sisley     | 10   | 14 | 1  | 7  | 6  | 9  | 20 | -11  |

## Resultados finales
| Club            | Ascendido como                                           |
| --------------- | -------------------------------------------------------- |
| Bella Vista     | Campeón del Torneo Apertura y Tabla Anual.               |
| Central Español | Campeón del Torneo Clausura y segundo en la Tabla Anual. |

### Goleadores
| Jugador           | Club               | Goles |
| ----------------- | ------------------ | ----- |
| Diego Vera        | Bella Vista        | 15    |
| Juan Marcelo Toya | Uruguay Montevideo | 14    |